# はらぺこあおむし
『はらぺこあおむし』（原題: The Very Hungry Caterpillar）は、アメリカ合衆国の絵本作家エリック・カールが1969年に出版した幼児向け絵本。
アメリカ・グラフィックアート協会賞を受賞。鮮やかで大胆な色使いの絵と、穴の開いた仕掛け絵本という個性的なアイデア、シンプルでわかりやすいストーリーから、全世界で累計5,500万部を販売するベストセラーとなった。70以上の言語に翻訳されており、日本では1976年に、もりひさし訳で偕成社より発売されている。

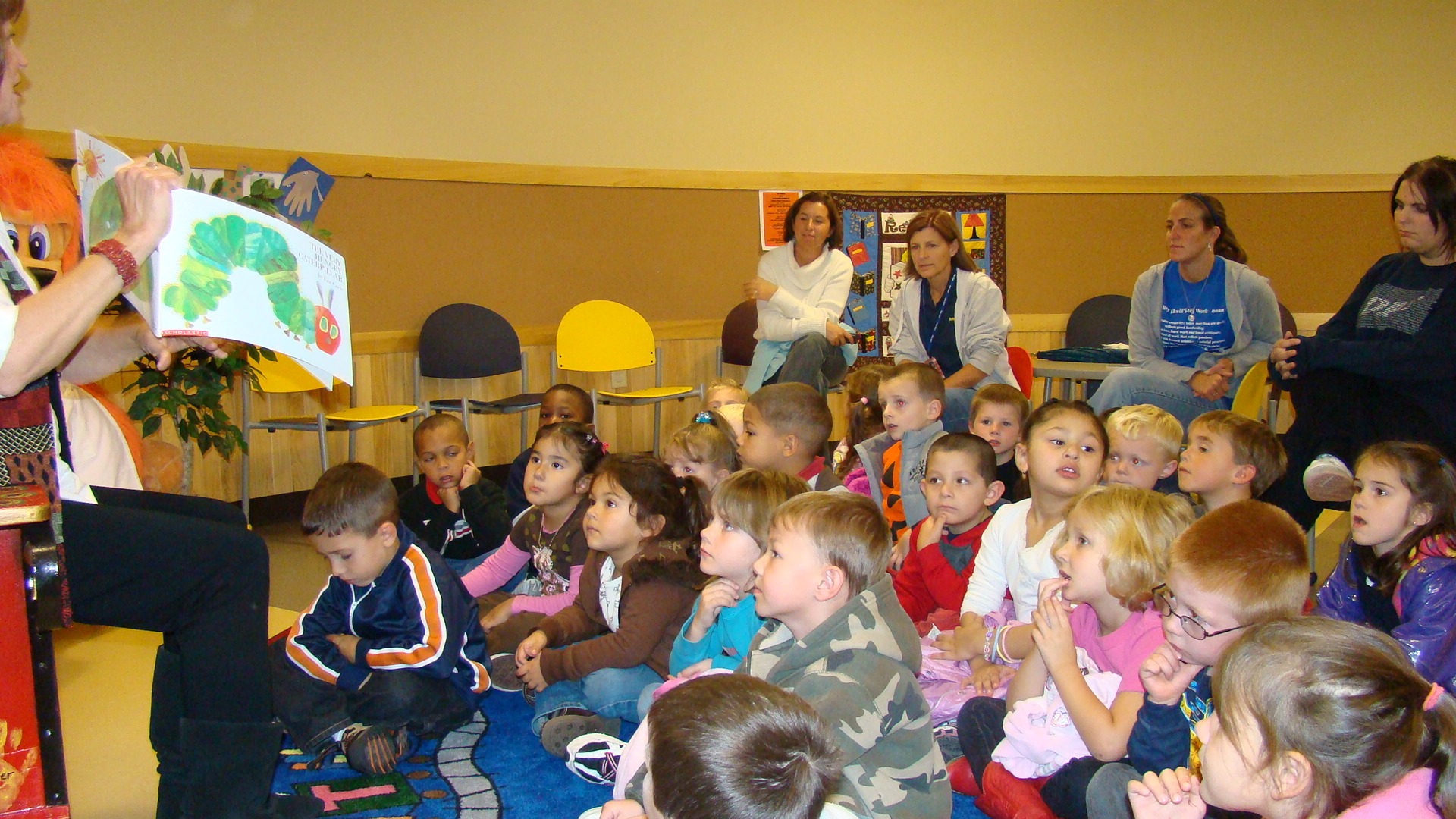
アメリカの図書館での「はらぺこあおむし」の未就学児への読み聞かせ

## あらすじ

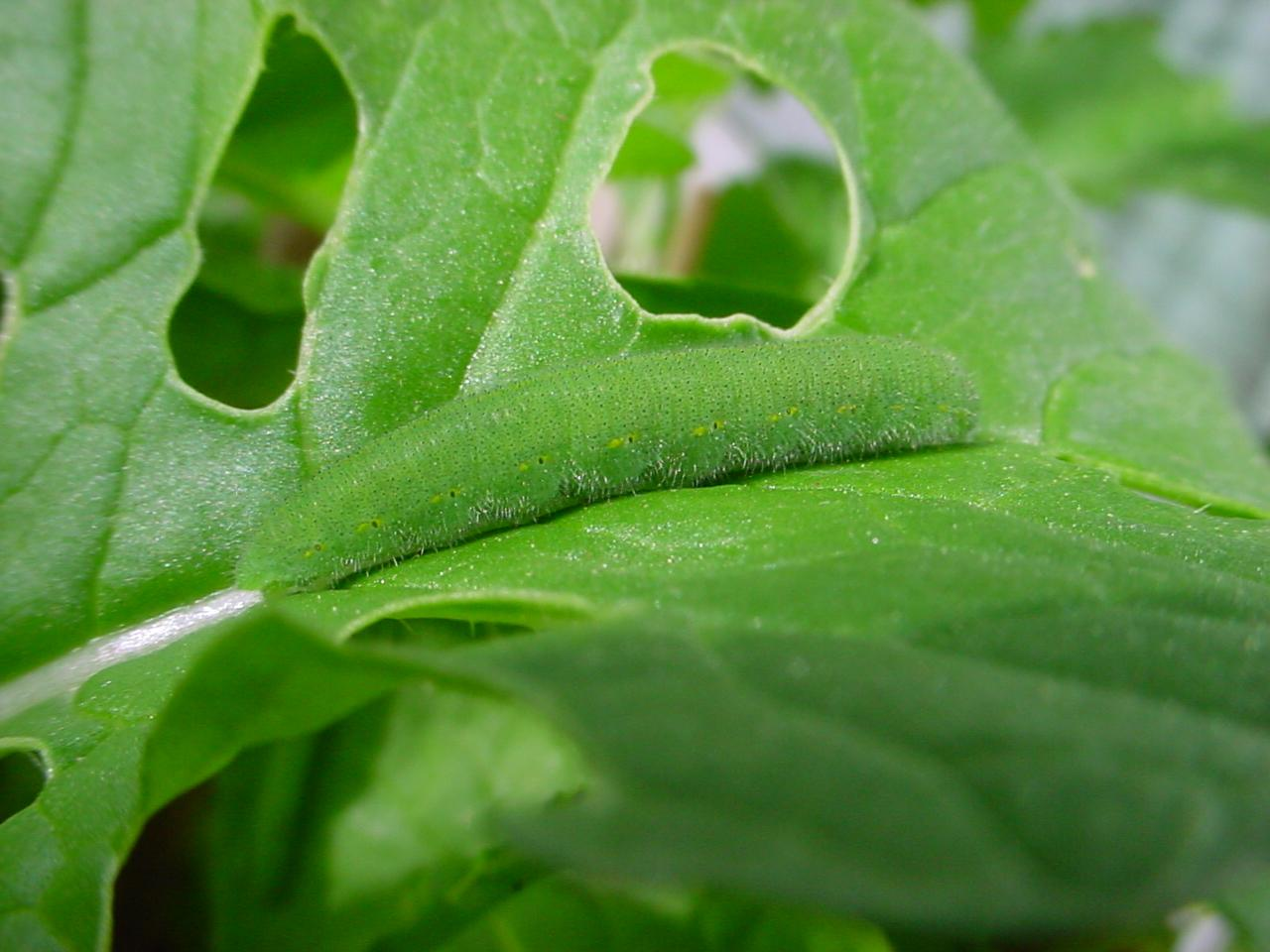
モンシロチョウの幼虫。俗に言うアオムシ。

暖かな日曜日の朝に、卵から生まれたちっぽけなあおむしは、とても腹ペコだった。
食べ物を探しに出たあおむしは、月曜日にはりんごを1つ、火曜日には梨を2つたいらげて、少しずつ成長していく。それでも、まだまだ腹ペコだったあおむしは、水曜日にはすももを3つ、木曜日にはいちごを4つ、金曜日にはオレンジを5つ食べ続けていく。
土曜日にはチョコレートケーキとアイスクリームとピクルスとチーズとサラミとペロペロキャンディーとさくらんぼパイとソーセージとカップケーキとスイカを食べすぎてお腹を壊してしまうが、その後の日曜日には緑の葉っぱを食べたことで回復して元気になる。様々な食べ物を食べたあおむしは、すっかりふとっちょになり、やがてさなぎになり何日もの間ひたすら眠る。
そして最後には、それは美しい蝶へと変身する。

## 造本
いわゆる仕掛け絵本で食べた箇所は穴が開いている。この部分は幼児が指を入れても破れにくいように、丈夫な厚紙で作られている。穴開けパンチで紙に穴を開けているとき、虫が本を食べるという絵本のアイデアを思い付いた。
1969年にアメリカではじめて発売された版を印刷・製版したのは日本の会社だった。当時穴を開けたりページを小さく切った仕掛け絵本はコストがかかるため、アメリカでは引き受ける会社が見つからなかった。そこで担当編集者が日本の会社を見つけてきたという。
現在、はらぺこあおむしは世界各国において、特に幼児に読まれている。

## 出版情報
カールは、1985年に初期の絵本『はらぺこ あおむし』の絵をすべて描き直した。現在出回っている絵本の多くは、その新しい原画をもとに作り直した改訂新版である。
- The Very Hungry Caterpillar （ISBN 0-399-22690-7）

### 日本
日本では、1976年初版。通常版のほか、「ボードブック版」や「ビッグブック版」が発売されている。
2007年9月時点で、日本では通常の絵本版は290万冊、ボードブック版は93万冊が発行されていた。2018年現在では、発行部数は通常の絵本版は399万部、ボードブック版は239万部に伸びている。また、オリコン週間“本”ランキングでは、ボードブック版が2008年4月 - 2017年11月13日付の集計で100.2万部を記録した。同ランキングでの最高位は書籍総合部門で101位であり、総合100位圏内に一度もランクインせず100万部を突破することになった。
公益財団法人全日本私立幼稚園幼児教育研究機構主催の「ようちえん絵本大賞」では、第1回（2009年開催）と第2回（2010年開催）で大賞を2年連続で受賞した。
- はらぺこあおむし （ISBN 4-033-28010-3）

## 関連商品
日本では2006年にコスモマーチャンダイズィングが商品化権を獲得。日本では関連商品として、ランチプレートやマグカップ、お茶碗、スプーン・フォーク、トランプ、ペンスタンドなどが販売されている。さらに、ぬりえ絵本「わたしだけのはらぺこあおむし」も発売されており、当該絵本はカールの説明の横に「色を塗った人」として自分の説明も書ける。
長らく、キャラクター商品では絵本と同じ図柄しか使用できず、背景も白地に限られるという制約があった。コスモマーチャンダイズィングが著作権元のエリック・カール・スタジオと交渉を重ねた結果、絵本以外のデザイン・絵本とは異なる色合いなどの商品化が全世界で認められるようになり、それまでデザインされていなかったあおむし以外の果物・植物などの図柄も制作された。
2014年にはハローキティとコラボレートした衣料品をイオングループ限定で販売した。『はらぺこあおむし』がほかのキャラクターとコラボレートするのはこれが世界初である。また、2015年にはハローキティとのコラボレーション商品をサンリオから発売した。

### 映像作品
- DVD『はらぺこあおむし』（2004年4月23日発売。1993年にイギリスで制作されたアニメ作品。日本語吹替版：さだまさし。アミューズソフトエンタテインメント）
- DVD『エリック・カール コレクション はらぺこあおむし』（2012年5月23日発売。ナレーション：渡辺満里奈。日本コロムビア）

### 音楽作品
- CD『エリック・カール絵本うた』（2000年4月1日発売。本作ほか、絵本の内容をモチーフにした歌 ：キングレコード ISBN 978-4-907738-12-9）
  - 「はらぺこあおむしのうた」（作詞：エリック・カール、日本語訳詞：もりひさし、作曲：新沢としひこ）

### ゲーム作品
- Wii ウェア『はらぺこあおむしのABC』（2009年8月25日配信。Wiiのゲームダウンロードサービスである Wiiウェア用ゲーム：サイバード　https://web.archive.org/web/20090602051913/http://harapeko-abc.jp/ ）

### トランプ
- はらぺこあおむし トランプ - はらぺこあおむしのイラストを用いたカラフルに作ったトランプ（英米式カード）[13]。このトランプの4種類の基本カードには「スペード」「ハート」「ダイヤ」「クラブ」は使用されておらず、4種類の基本カードには「梨」「すもも」「苺」「オレンジ」が使用されている[13]。「J」「Q」「K」のカードには主人公であるあおむしが載っている[13]。「JOKER」のカードにはさなぎ姿のあおむしが載っている[13]。

### 郵便切手
- 日本郵便の特殊切手『絵本の世界シリーズ』第2集（2018年11月30日発行、82円切手10枚セットの切手シート）[14]。

## エピソード
ジョージ・W・ブッシュ
ジョージ・W・ブッシュアメリカ合衆国元大統領が、子供のころに読んで印象に残った本として、この作品を挙げた。しかし、この作品が最初に出版されたのはブッシュが大学生のころだったことから、子供時代にこの本を読んでいなかったことが暴露された。
IOC会長の風刺画
2021年6月5日の毎日新聞朝刊「経世済民術」に、「エリック・カールさんを偲んで はらぺこIOC 食べまくる物語」（絵：よこたしぎ）と題した風刺漫画が掲載された。あおむしの頭がIOC会長のトーマス・バッハの似顔絵になっており、「放映権」というリンゴをむさぼっている絵である。
これに呼応して、日本で当作品の発売を手掛ける偕成社の社長・今村正樹は、風刺の内容には表現の自由の点から異議を申し立てないながらも、当作品が引用されたことに強い違和感を抱き、社のサイトで声明を発表。本作は子供たちに「食べたい、成長したい」という欲求を促す点があり、満腹の末に美しい蝶に変身する結末であることから、「金銭的な利権への欲望を風刺するにはまったく不適当」であり、本作の作者のエリック・カール逝去の報道から安易に発想したのみで、作者と編集者双方の不勉強とセンスの無さが露呈してると今村は指摘し、「風刺は引用する作品全体の意味を理解したうえでこそ力をもつ」「日本を代表する新聞の一つとしての猛省を求めたい」と意見を述べた。
この声明を受けて、毎日新聞社社長室は「ご指摘を真摯に受け止める」というコメントを発表した。

## 各国語版
『はらぺこあおむし』は、日本語を含む60以上の言語で出版されている。以下の表はエリックカール公式ホームページなどを参考に作成したものである。
| 言語名                       | タイトル                                    |
| ---------------------------- | ------------------------------------------- |
| アフリカーンス語             |                                             |
| アラビア語                   |                                             |
| アラム語                     |                                             |
| バスク語                     | Beldar gosetia                              |
| ベンガル語                   |                                             |
| 英語の点字                   |                                             |
| ブルトン語                   | Ar viskoulenn vihan a rae toulloù e pep tra |
| ブルガリア語                 |                                             |
| スペイン語カスティーリャ方言 |                                             |
| カタルーニャ語               |                                             |
| 中国語（繁体字）             | 好餓的毛毛蟲                                |
| クロアチア語                 |                                             |
| デンマーク語                 |                                             |
| オランダ語                   | Rupsje Nooitgenoeg                          |
| 英語                         | The Very Hungry Caterpillar                 |
| エストニア語                 |                                             |
| エスペラント                 | La Tre Malsata Raŭpo                        |
| フェロー語                   |                                             |
| フィンランド語               | Pikku toukka paksulainen                    |
| フランス語                   | La Chenille qui fait des trous              |
| フリジア語                   |                                             |
| ゲール語                     |                                             |
| ガリシア語                   |                                             |
| ドイツ語                     | Die kleine Raupe Nimmersatt                 |
| 低地ドイツ語                 | De lütte Rupp Jümmersmacht                  |
| ギリシア語                   |                                             |
| グジャラート語               |                                             |
| ヘブライ語                   | הזחל הרעב                                   |
| ヒンディー語                 |                                             |
| ハンガリー語                 |                                             |
| アイスランド語               |                                             |
| イタリア語                   | Il piccolo bruco Maisazio                   |
| 日本語                       | はらぺこあおむし                            |
| 朝鮮語                       | 배고픈 애벌레                               |
| キルギス語                   |                                             |
| ラトビア語                   |                                             |
| リトアニア語                 |                                             |
| ルクセンブルク語             |                                             |
| マオリ語                     |                                             |
| モンゴル語                   |                                             |
| ノルウェー語                 | Den lille larven Aldrimett                  |
| オック語                     |                                             |
| パンジャーブ語               |                                             |
| ポーランド語                 |                                             |
| ポルトガル語                 |                                             |
| ルーマニア語                 |                                             |
| ロシア語                     | Очень голодная гусеница                     |
| サモア語                     |                                             |
| セルビア語                   |                                             |
| 中国語（簡体字）             | 好饿的毛毛虫                                |
| スロバキア語                 |                                             |
| スロベニア語                 |                                             |
| ソマリ語                     |                                             |
| スペイン語                   | La oruga muy hambrienta                     |
| スウェーデン語               |                                             |
| タミル語                     |                                             |
| テトゥン語                   |                                             |
| タイ語                       |                                             |
| トルコ語                     | Aç Tırtıl                                   |
| ウクライナ語                 |                                             |
| ウルドゥー語                 |                                             |
| ベトナム語                   |                                             |
| ウェールズ語                 | Y Lindysyn Llwglyd Iawn                     |
| イディッシュ語               |                                             |